# Власюк Роман Васильович
Рома́н Васи́льович Власю́к (нар.20 серпня 1989; Городище, Черняхівський район, Житомирська область — пом.1 серпня 2014; Красногорівка, Донецька область) — український військовик, вояк 51 ОМБр, Збройні сили України. Кавалер ордена «За мужність» III ступеня.

## Життєпис
Народився 1989 року в селі Городище (Житомирський район, Житомирська область). Навчався в Городищенській, закінчив Забрідську школи. Брав участь у шкільних спортивних змаганнях. У Житомирі здобув водійські права та професію зварювальника, працював будівельником.
У часі війни — старший водій, 51-ша окрема механізована бригада.
Загинув 1 серпня 2014-го під час боїв за визволення від проросійських терористів Красногорівки — в БТР влучив та вибухнув снаряд.
Похований у селі Городище Житомирського району. Вдома лишилися мама та сестра.

## Вшанування пам'яті
- У рідному селі відкрито пам'ятник на честь Романа Власюка та Михайла Рибака[2]
- його портрет розміщено на меморіалі «Стіна пам'яті полеглих за Україну» у Києві: секція 2, ряд 3, місце 14
- його ім'я згадується на щоденному ранковому церемоніалі вшанування пам'яті військовослужбовців.

## Нагороди
За особисту мужність і високий професіоналізм, виявлені у захисті державного суверенітету та територіальної цілісності України, вірність військовій присязі під час російсько-української війни
- нагороджений орденом «За мужність» III ступеня (4.6.2015, посмертно).